# Jacob Reenhielm
Jacob Isthmén, adlad Reenhielm, född 1644 i Uppsala, död 1691 på Täby gård i Vänge socken, Uppsala län, var fornforskare samt riksantikvarie under åren 1675–1678.

## Biografi
Jacob Isthmén växte upp på Broby säteri i Börje socken, strax utanför Uppsala. I maj 1649 skrevs han in vid Uppsala universitet, där fadern Isak Isthmenius var professor i fysik. År 1658 avled fadern, och modern Anna Gestricia gifte om sig med fornforskaren Olof Verelius, som kom att få ett stort inflytande på sin styvsons fortsatta studier och yrkesbana.
Ungdomsåren tycks ha ägnats åt studier, där han också assisterade bland andra Olof Verelius och islänningen Jonas Rugman. Liksom styvfadern ägnade han stort intresse för de fornnordiska sagorna. Genom bland annat Rugmans försorg införlivade de ett stort antal isländska handskrifter i sin privata samling. Sommaren 1666 föreslogs han av Johan Hadorph att bli dennes assistent under en planerad forskningsresa i Sverige, som dock aldrig blev av. Förhållandet till Hadorph kom snart att försämras betydligt.
I november 1666 utnämndes Olof Verelius till riksantikvarie, med Hadorph som sin underställde. Då Verelius några år senare önskade att avsäga sig ämbetet, gjorde han det i en anhållan till kungen om att få överlåta tjänsten till sin styvson, Jacob Isthmén. Den betydligt mer meriterade Johan Hadorph försökte att avvärja detta, bland annat i en skrivelse till Magnus Gabriel De la Gardie 4 mars 1673, men krafter ledda av Verelius och Olof Rudbeck d.ä. såg till att driva igenom Verelius önskemål. I en fullmakt daterad 30 september 1675 utnämndes följaktligen Jacob Isthmén till Antiquarius Regni, dvs riksantikvarie. Två veckor senare, den 13 oktober, adlades han, och tog namnet Reenhielm. Ätten introducerades 1678 under nr 893. Vapnet består av en tudelad sköld, i den vänstra halvan en ren, och i den högra en runsten.
Tiden som riksantikvarie kom att bli problemfylld. I april 1669 hade han gift sig med Anna Böllja, dotter till ryttmästaren Kettil Böllja och hustrun Sophia Brautmüller. Hustruns farbror, Claes Stensson Böllja, hade avlidit barnlös 1665, vilket lade grunden till en utdragen arvstvist mellan änkan Ingrid Andersdotter och Reenhielm, som kom att pågå under återstoden av hans liv. Svea hovrätt hade i maj 1674 på nytt dömt till änkans favör, efter tidigare domar i både kommissorialrätt och häradsrätt. Till detta kom nu konflikten med Johan Hadorph, som inte kunde acceptera att vara underställd Reenhielm. Hadorph gjorde således allt för att försvåra Reenhielms arbete. Dessutom fick denne aldrig ut sin lön på 600 Daler silvermynt årligen, som skulle tillfalla honom i hans ämbete. Uppenbarligen fick han ytterst lite uträttat under sin tid som riksantikvarie.
I augusti 1677 befäste den Kungliga Senaten hovrättens dom från 1674. Reenhielms överklagande till Kungl. Maj:t i december avslogs. Domen, liksom tidigare domar, innebar att Reenhielm stod i stor ekonomisk skuld till Ingrid Andersdotter. Den egna ekonomin är därför sannolikt huvudorsaken till att han efter mindre än tre år i riksantikvarieämbetet i april 1678 tog värvning som löjtnant i Gustaf Cruus värvade kavalleriregemente, under det pågående kriget mot Danmark. Han deltog i regementets operationer i Norge, men lämnade redan ett år senare militärtjänsten. Det är uppenbart att han inte hade avsett att lämna posten som riksantikvarie. Hadorph utnyttjade dock Reenhielms frånvaro till att i praktiken tillskansa sig tjänsten, och blev också snart accepterad som ny riksantikvarie, utan att någonsin bli formellt utnämnd till detta. Reenhielm kämpade under många år för att få tillbaka sin tjänst, grundat på att han dels aldrig formellt avsatts eller avsagt sig ämbetet, och dels att Johan Hadorph saknade kunglig fullmakt till det. I mars 1681 försökte han med Olof Rudbecks bistånd att utkräva sin innestående lön för samtliga år 1675–1680. Alla försök förblev dock resultatlösa. En tid strävade han även efter att få en tjänst inom krigsstaten, även det förgäves.
Jacob Reenhielm var en seriös forskare av fornnorsk och fornisländsk litteratur, och var tillsammans med Olof Verelius pionjär på området. Som fornminnesforskare hamnade han dock i skuggan av den sistnämnde, och inte minst sin rival Johan Hadorph. Sin historiesyn delade han med Verelius, bland annat den okritiska synen på de fornnordiska sagorna, och åsikten att dessa endast skildrade verkliga händelser. I Olof Rudbeck, som varit elev till Verelius, hade han en allierad, och fick en del handfast stöd av honom. Möjligheterna till att bedriva forskning begränsades dock av Johan Hadorph, som fortsatte att blockera bland annat hans tillträde till arkiven, även långt efter att striden avgjorts till Hadorphs fördel. Hadorph drev även en process, som syftade till att tvinga Reenhielm till att lämna över sin privata samling av handskrifter till staten. Reenhielm fick dock två böcker utgivna under sin livstid: 1680 gav han ut Torsten Vikingssons saga i översättning och med vidlyftiga noter på latin, följt 1691 av Olof Tryggvassons saga. Långt senare, år 1729, trycktes även hans Observationes brevissimae ad Chronicon rhytmicum S. Olai, Norrigiae regis, cura Joh. Hadorphi editum. 
Jacob Reenhielm avled på Täby i Vänge under senhösten 1691, och begravdes 17 mars följande år i Helga Trefaldighetskyrkan i Uppsala, där hans vapen sattes upp. Hans efterlämnade samlingar av handskrifter avyttrades i Uppsala 1692. Han efterlevdes av hustrun och deras sex döttrar.

## Översättningar
- Thorstens Viikings-sons saga på gammal göthska af ett åldrigt manuscripto afskrefwen och uthsatt på wårt nu wanlige språk sampt medh några nödige anteckningar förbettrad af Jacobo J. Reenhielm (Þorsteins saga Vikingssonar) (Uppsala, 1680)
- Oddur Snorrason: Saga om k. Oloff Tryggwaszon i Norrege ... / först ... sammanskrefwen på gammal swenska eller gothiska af Odde Munck ... ; nu på nya swenskan, sampt det latiniske språket öfwersatt af Jacob Jsthmen Reenhielm (Ólafs saga Tryggvasonar) (Uppsala, 1691)